# Грохоцький Ігор Якович
Ігор Якович Грохоцький (нар. 10 квітня 1992, селище Центральне, Миронівський район, Київська область) — український співак, музикант, футболіст. Випускник дитячо-юнацької футбольної школи «Динамо» ім. В. Лобановського, дворазовий чемпіон України з футболу серед юнаків, закінчив Національний університет фізичного виховання і спорту України. Переможець четвертого сезону телевізійного проекту «Голос країни. Перезавантаження» (2014), міжнародного пісенного конкурсу «Youthvision—2016». Гравець футбольного клубу артистів естради і кіно України «Maestro» (від 2012).

## Футбольна кар'єра
З десяти років почав займатися футболом в КПК, що під Києвом (2002—2004 роки).
У 2004 році вступив до Республіканського вищого училища фізичної культури (РВУФК) на відділення футболу, яке закінчив 2006 року. 2006 року успішно склав іспити в дитячо-юнацьку футбольну академію Динамо імені В. В. Лобановського і став її випускником у 2009 році.
Дворазовий чемпіон України серед юнаків у складі київського «Динамо» (2007 і 2009 роки). Кандидат у майстри спорту. По закінченню академії грав у дублюючому складі київського «Динамо». Виступав за клуби другої ліги «Гірняк-спорт» (Комсомольськ) і «Бастіон» (Іллічівськ). Через травму довелося завершити професійну спортивну кар'єру.
Після закінчення футбольної кар'єри наполегливо шукав себе в музиці.
У 2012 році став гравцем футбольного клубу артистів естради і кіно України «Maestro».

## Музична кар'єра
У 2002 році на Тарасовій (Чернечій) горі у Каневі знявся у своєму першому відеокліпі — «Пісня про Україну».
У 2014 році взяв участь в телешоу «Голос країни», на якому потрапив до команди Святослава Вакарчука і здобув перемогу в шоу. Після перемоги виступив на одній сцені з гуртом «Океан Ельзи» на НСК Олімпійському в Києві перед більш ніж 70 тис. глядачів. Також співав у дуеті зі Святославом Вакарчуком на концерті групи «Океану Ельзи» в Харкові, на який прийшли понад 45 000 глядачів.
У серпні 2014 року дав розгорнуте інтерв'ю і знявся для обкладинки відомого в Україні журналу про зірок «Viva!». Того ж року Ігор стає організатором гурту «STEREOСОНЦЕ» і її фронтменом. Гурт має у репертуарі власні пісні, його транслюють на радіостанціях України[яких?].
У 2015 році закінчив Національний університет фізичного виховання і спорту України (НУФВСУ). Отримав кваліфікацію бакалавра за напрямком «Здоров'я людини» та спеціаліста з фізичної реабілітації, має ступінь магістра за спеціальністю «спорт», отримав кваліфікацію магістр спорту (менеджер маркетинг спорту).
У 2015 році на запрошення друзів з Італії виступив на італійському телебаченні, а також заспівав на музичному фестивалі «Iо Canto».
У 2016 році Ігор йде з групи і розпочинає сольну кар'єру. У червні 2016 року здобув перемогу на міжнародному пісенному конкурсі «Youthvision» в Баку (Азербайджан) серед 20-ти країн світу і отримав Гран-прі конкурсу.
У 2016 році Ігор потрапляє на сторінки книги Є. Залевської «Творча Миронівщина», до якої увійшли видатні творчі люди Миронівського краю Київської області. А 2018 року на сторінки книги «Динамо мого покоління» В. Тарасенка, про людей, які зробили вагомий внесок в розвиток і популяризацію динамівського руху у різні роки.
У грудні 2016 року виходить дебютний мініальбом — «На двох». В кінці 2017 мініальбом «На двох» потрапляє в претенденти на перемогу в щорічній Національній премії «YUNA» в трьох номінаціях: «Рок-група», «Пісня» і «Відкриття року».
З 2017 року Ігор є амбасадором збірної України з гандболу.
В кінці 2017 року одночасно на радіостанції і на музичні ТБ канали виходить аудіо і відео робота під назвою «Будь зі мною». Пісня одразу стає хітом і займає перші позиції в хіт-парадах країни, а кліп набирає більше 3 млн переглядів на YouTube.
У квітні 2018 року Ігор вирушає на гастролі до Лондону. У лютому 2019 року виступає у місті Торонто (Канада). Дав інтерв'ю радіо Торонто: SOFU Radio — Song of Ukraine, у якому презентував свою нову пісню «Ти брала в руки море».
2019 року Ігоря запрошують до Мінська стати членом журі міжнародного вокального конкурсу, а також виступити з сольним концертом.
Переможець Національного проекту «Українська пісня / Ukrainian Song Project 2019». Ігорю присуджений титул найкращого представника сучасної музики України.
На даний момент[коли?] Ігор працює над своїм сольним проектом — Grohotsky.